# 方格吻沙蚕
方格吻沙蚕（学名：Glycera tesselata）为吻沙蚕科吻沙蚕属的动物。分布于地中海、北大西洋、加拿大到加利福尼亚、印度-太平洋区、日本，包括东海大陆架、台湾海峡、南海等海域，属于亚热带种。其常生活于环热带。